# Samarella
Samarella is een geslacht van uitgestorven kreeftachtigen uit de klasse van de Ostracoda (mosselkreeftjes).

## Soorten
- Samarella binodosa Averjanov, 1968 †
- Samarella contracta Zenkova, 1988 †
- Samarella corpulenta Rozhdestvenskaya, 1972 †
- Samarella coumiacensis Lethiers & Casier, 1995 †
- Samarella crassa Polenova, 1952 †
- Samarella fratercoumiacensis Lethiers & Casier, 1995 †
- Samarella hataii Ishizaki, 1964 †
- Samarella jarovensis Pribyl, 1988 †
- Samarella jubata Becker, 1964 †
- Samarella klukovicensis (Pribyl, 1955) Sohn, 1960 †
- Samarella laevinodosa Becker, 1964 †
- Samarella miropolskii Averjanov, 1968 †
- Samarella perfecta Rozhdestvenskaya, 1979 †
- Samarella polenovae Rozhdestvenskaya, 1959 †
- Samarella regularis (Pribyl, 1955) Sohn, 1960 †
- Samarella reversa (Polenova, 1955) Polenova, 1968 †
- Samarella sablensis Crasquin-Soleau, 1989 †
- Samarella scapularia Crasquin, 1983 †
- Samarella unilabiata Polenova, 1974 †
- Samarella vetusta Zenkova, 1988 †
- Samarella zaninae Tkacheva, 1978 †